# کودک پرافتخار
کودک پرافتخار (انگلیسی: The Golden Child) فیلمی کمدی به کارگردانی مایکل ریچی، نویسندگی دنیس فلدمن و تهیه‌کنندگی ادوارد اس. فلدمن و رابرت دی. واچز و بازی ادی مورفی محصول سال ۱۹۸۶ میلادی است.